# Autoecisch
Bij een autoecische (Gr. ewpog = zelf+ ouov = huis, woning) schimmel vindt de levenscyclus op dezelfde waardplant plaats.
Voorbeelden zijn:
- Aspergeroest op asperge
- Lookroest op prei
- Eencellige varkensgrasroest op varkensgras